# 줌 (포털 사이트)
줌(Zum)은 이스트소프트의 계열사인 이스트에이드가 운영하는 포털 사이트이다. 2011년 8월 4일부터 베타 서비스를 시작하여 2011년 9월 21일에 공개 서비스로 전환하였다.

## 서비스
- 줌 검색
- 줌 뉴스
- 줌 TV
- 줌 허브
- 줌 쇼핑

### 종료된 서비스
- 이글루스
- 아하 줌
- 타임트리
- 코인 줌
- 자동차 줌
- 여행 줌
- 투자 줌
- 뉴썸
- 쇼즐

## 같이 보기
- 줌인터넷
- 이스트소프트
- 스윙 브라우저